# Chai Ling
Ne doit pas être confondu avec Chai Jing.
Pour les articles homonymes, voir Ling.
 (septembre 2014).
Si vous disposez d'ouvrages ou d'articles de référence ou si vous connaissez des sites web de qualité traitant du thème abordé ici, merci de compléter l'article en donnant les références utiles à sa vérifiabilité et en les liant à la section « Notes et références ».
Dans ce nom, le nom de famille, Chai, précède le nom personnel Ling.
Chai Ling (chinois : 柴玲 ; pinyin : Chái Líng), née le 15 avril 1966 à Rizhao dans la province du Shandong, en République populaire de Chine) fut l'un des leaders étudiants lors des manifestations de la place Tian'anmen en 1989.

## Biographie
Née dans une famille membre du Parti communiste, elle rejoint la Ligue de la jeunesse communiste chinoise. Elle est considérée comme une « élève modèle », par la Ligues de la jeunesse communiste chinoise durant ses études secondaires pour sa « bonne santé, ses notes et son caractère moral »
En 1987, elle participe à des manifestations pour demander au gouvernement des réformes démocratiques, malgré le danger de protester contre le régime. Chai Ling devient une figure importante au sein du mouvement étudiant après les manifestations de la place Tian'anmen en 1989. Chai Ling, avec d'autres leaders étudiants tels que Wuer Kaixi et Wang Dan ont entraîné six semaines de protestations. Le mouvement a été la plus grande menace jamais connue de règne du Parti communiste.
Elle a été en nomination deux fois pour le Prix Nobel de la paix.
Chai Ling a organisé de nombreuses grèves de la faim au cours de manifestations. Elle était connue comme le « commandant général » pendant les manifestations étudiantes et a ensuite été inscrite comme l'un des 21 étudiants les plus recherchés par le gouvernement chinois après la répression militaire. Chai Ling est toujours investie dans la mise en place d'une démocratie en Chine, elle donne des conférences sur ce sujet en se fondant sur son expérience. Selon l'Associated Press du 2 juin 2009, à la veille du 20e anniversaire des manifestations de la place Tian'anmen, Chai Ling a publié une déclaration appelant à la libération des prisonniers politiques en Chine.
Chai Ling a été sur la liste des personnes recherchées par le gouvernement chinois. Elle fuit la Chine en avril 1990, avec l'aide d'organisations basées à Hong Kong dans le cadre de l'opération Yellow Bird. Après 10 mois de clandestinité, elle s'installe à Paris, où elle a ensuite accepté une bourse d'études complète à l'université de Princeton aux États-Unis. Après cela, elle a travaillé comme consultante junior chez Bain & Company, un cabinet de conseil stratégique américain de premier plan, à Boston. En 1998, elle obtient un MBA à Harvard Business School.
Le 4 avril 2010, elle se fait baptiser.

## Éducation
Chai Ling est diplômée de l'université de Pékin en 1987 et a ensuite entrepris des études supérieures à l'université normale de Pékin en se concentrant sur la psychologie des enfants. Après avoir déménagé aux États-Unis, elle a obtenu sa maîtrise à l'université de Princeton puis en 1998 elle obtient un MBA à l'université Harvard.

## Carrière
En 1998, Chai Ling a fondé une société sur internet, Jenzabar. Celle-ci fournit des progiciels de gestion intégré (PGI) pour les universités à travers les États-Unis. Elle occupe toujours le poste de présidente de Jenzabar.

## Christianisme
Chai Ling décrit comment, après avoir quitté la Chine, elle a été contestée par de nombreuses personnes sur sa foi en Dieu. Elle affirme que, compte tenu de ses combats sur la place Tiananmen, elle s'est rendu compte que le seul qui pouvait susciter des changements positifs en Chine était Dieu. Lors d'un congrès aux États-Unis sur les droits de l'Homme elle entend un témoignage sur les pratiques d'avortements forcés en Chine. Chai Ling a depuis estimé que Dieu a été le responsable de l'ensemble de ses luttes.

## All Girls Allowed
En juin 2010, Chai Ling lance une association à but non lucratif appelée « All Girls Allowed » (pouvant être traduit par « Toutes les filles ont le droit ») dont le but est d'exposer et d'arrêter les violations des droits de l'Homme causées par la politique de l'enfant unique. La politique de l'enfant unique a été mise en place depuis 1979. En raison d'une préférence pour les garçons en Chine, les familles utilisent des échographies pour déterminer le sexe de l'enfant. De nombreux parents choisissent d'avorter si c'est une fille ou bien de l'abandonner à la naissance. Certains avortements forcés sont effectués, non pas par choix, mais par la force, afin de s'assurer que les femmes respectent la politique de l'enfant unique. On prétend qu'il existe près de 100 millions de filles disparues depuis la mise en place de cette politique.
En 2011, Chai Ling témoigne devant un comité de la Chambre des représentants des États-Unis qu'elle a subi quatre avortements, trois à Pékin et un à Paris. Elle attribue ces avortements à la politique de l'enfant unique. Dans le témoignage, elle appelle les leaders de Chine à se convertir au christianisme, qui, selon elle, leur donnera le courage de changer.
Les visiteurs du site All Girls Allowed peuvent faire un don pour aider des petites filles grâce à l'appui des familles rurales chinoises, ou parrainer l'éducation d'un orphelin en Chine. Il existe des possibilités pour les étudiants, les mères, les Églises et les autres parties intéressées à faire partie d'un mouvement pour fournir, valeur et dignité aux femmes et aux filles en Chine.

## Distinction
- Prix Reebok des droits de l'homme en 1989